# Samuel Battierius
Samuel Battierius, deutsch auch Samuel Battier, (* 23. Januar 1667 in Basel; † 24. März 1744 ebendort) war ein Schweizer Altphilologe.

## Leben und Werk
Battierius wurde bis 1680 zum Gräzisten ausgebildet. 1683 promovierte er zum Doktor der Philologie. 1690 wurde er auch Doktor der Medizin.
Nach den gründlichen Studien in der Medizin und der Philologie unternahm er eine Bildungsreise nach Paris, wo er den Philosophen Nicolas Malebranche persönlich kennenlernte. Battierius studierte in der Pariser Nationalbibliothek griechische Handschriften. Von 1704 bis 1705 war Battierius stellvertretender Professor, von 1705 bis 1744 ordentlicher Professor für Gräzistik an der Universität Basel.
Am 26. August 1711 wurde Battierius mit dem akademischen Beinamen „Erotianus“ (Herodianus) als Mitglied (Matrikel-Nr. 289) in die Leopoldina aufgenommen. In seinen Publikationen befasste er sich vorwiegend mit philologischen Themen, unter anderem mit Euripides, Diogenes Laertios und dem Neuen Testament.

## Familiäres
Seine Vorfahren, zwei Brüder Jean (1537–1602) und Jaques Battier (1543–1603), waren als Glaubensflüchtlinge über Genf nach Basel gekommen und erlangten um 1570 dort das Bürgerrecht. Die Nachkommen waren zunächst im Handel und Buchdruck tätig, später auch als Wissenschaftler.